# Полет 904 на „Лайън Еър“
Полет 904 на „Лайън Еър“ е редовен вътрешен пътнически полет от международното летище „Хюсеин Састранегара“ в Бандунг до международното летище „Нгура Рай“ в Бали, Индонезия. На 13 април 2013 г. самолетът „Боинг 737-8GP“, който изпълнява полета, се разбива във водата близо до пистата, докато прави финалния заход за кацане. Всичките 101 пътници и 7-членен екипаж на борда оцеляват след инцидента. В 15:10 ч. самолетът се разбива на приблизително един километър от стената за защита на прага на писта 09. Фюзелажът на летателния апарат се счупва на две и 46 души са ранени, 4 от които сериозно.
Сред констатациите в окончателния доклад от разследването, е, че екипажът продължава захода при неблагоприятни метеорологични условия след точката, в която одобрената процедура изисква прекъсване на кацането. Последвалият опит за заобикаляне на пистата е направен твърде късно, за да се избегне ударът с морето. Екипажът на полета губи ситуационна осведоменост и визуални ориентири, тъй като самолетът навлиза в дъждовен облак по време на финалния заход под минималната височина на снижаване. Не са установени технически проблеми със самолета и всички системи работят нормално, което показва, че катастрофата е пилотска грешка.
През януари 2017 г. Буди Васесо, шефът на националната агенция по наркотиците на Индонезия, твърди, че пилотът на полет 904 на „Лайън Еър“ е под въздействието на наркотици по време на инцидента и халюцинира, че морето е част от пистата. Това твърдение директно противоречи на изявлението, направено след инцидента от министерството на транспорта на Индонезия, което казва, че пилотите не дават положителен тест за наркотици.